# فورست غريغ
فورست غريغ (بالإنجليزية: Forrest Gregg)‏ هو لاعب كرة قدم أمريكية أمريكي، ولد في 18 أكتوبر 1933 في بيرثرايت ‏ في الولايات المتحدة.

## وصلات خارجية
- فورست غريغ على موقع مرجع كرة القدم المحترفة.كوم (الإنجليزية)
- فورست غريغ على موقع إن إن دي بي (الإنجليزية)